# Kevin Garnett
Kevin Garnett, ameriški košarkar, 19. maj 1976, Greenville, Južna Karolina, ZDA.
Je profesionalni igralec košarke v severnoamerški ligi NBA. Trenutno igra za moštvo Minnesota Timberwolves na poziciji 4 (krilni center).

## Življenje
Kevin Maurice Garnett je bil rojen 19 Maja 1976 v kraju Greenville v  zvezni državi South Carolina.  Kevinova mama ni bila poročena z njegovim biološkim očetom in je morala sama skrbeti za njega in njegovi dve sestri. Garnettovi so živeli v večinoma črnski  četrti Greenvilla poznani kot Nickeltown. 
Kevin je po očetu podedoval košarkarski talent, sam pa se je navdušil nad igro.  Njegov prvi idol je bil organizator igre pri Los Angeles Lakersih Magic Johnson. 
Ko se je kasneje njegova mama poročila z Ernestom Irbyjem, se je Kevin srečal s staršem, ki ni maral košarke in katerega šport nasploh ni zanimal.
Kmalu po njegovem 12. rojstnem dnevu se je družina preselila v mesto Maudlin. Tam se je spoprijateljil s skupino otrok, ki so delili njegovo navdušenje nad košarko. Prvič se je z organizirano košarko srečal leta 1991, in sicer v prvem letniku Maudlinove srednje šole. V sezoni je imel povprečje 12.5 točk, 14 skokov in 7 blokad na tekmo. 
Naslednje poletje se je pridružil AAU (Amateur athletic union) ekipi, ki jo je treniral Darren Gazaway. Tam se je okrepil fizično in izboljšal je tudi svojo igro. V tistem času je tudi začel bližje opazovati Malika Sealy-ja, ki je igral na faksu St. John's, ker se je lahko poistovetil z njegovo dolžino, hitrostjo in stilom igre. Kevin je začel posnemati njegovo igro in je tudi spremenil svojo številko dresa v številko 21, kot jo je imel Sealy. 
V svojem tretjem letniku je bil Kevin imenovan gospod Košarka Južne Karoline (Mr. Basketball of South Carolina) in je popeljal svojo ekipo do državnega prvenstva. Povprečje je imel 28.5 točk in 18.5 skokov. Maja 1994 pa se je začelo Kevino rušit življenje. V šoli je izbruhnil pretep med belim in več črnimi učenci in ker je Kevin bil v bližini ga je policija aretirala, tako kot vse ki so bili v bližini. Ta zgodba je polnila naslovnice v celotni zvezni državi in nekoč odličen sloves Kevina Garnetta je bil porušen. Njegova mama je slutila da bo njen slaven sin bil deležen veliko pozornosti glede tožbe in je zato iskala pot iz Severne Karoline. Njihova vstopnica stran je kasneje bila prav Kevinova košarka.
V poletju 1994 je Kevin zablestel za svojo AAU ekipo in jo popeljal do zmage na prestižnem tekmovanju Hoopfest Kentucky. Njegova predstava tam mu je prislužila povabilo na Nike Summer Camp, kjer je spoznal Ronnie Fieldsa, ki mu je predagal da bi se pridružil njemu na srednji šoli Farragout v Chicagu. Tako so se Garnettovi preselili v Chicago, kjer je Kevin obiskoval zadnji letnik srednje šole Farragout. 
Tam je Kevin povedel ekipo do rekorda 28-2, mestnega naslova in državnega četrfinala. Imenovan je bil državni srednješolski košarkar leta (National High School Player of the Year) s strani USA Today in tudi imenovan je bil gospod Košarka Illinoisa (Mr. Basketball of Illinois). Povprečno je dosegal 25.2 točk, 17.9 skokov, 6.7 podaj, 6.5 blokad in met iz igre je imel 66.6%.
Na McDonaldsovi vseameriški srednješolski tekmi (McDonalds Highschool All-American tekmi) je bil imenovan najbolj napredovanega igralca potem ko je dosegel 18 točk, 11 skokov 4 podaje in 3 blokade in povedel zahodno selekcijo do zmage 123-115.
Po besedah enega izmed asistentov na srednji šoli so Kevina v njegovem zadnjem letniku prišli gledat skavti iz vsaj 23 NBA ekip. Do tedaj je skok iz srednje šole direktno v NBA uspel le trem igralcem (Moses Malone, Darryl Dawkins in Bill Willoughby) in nazadnje pred 20timi leti. Kevin je pisal ACT 2 krat in obakrat je pisal preslabo da bi dobil štipendijo na faks v Divison 1, potem je pisal še tretjič in vmes je Kevin na tiskovni konferenci oznanil da bo šel v ligo NBA. 
Potem ko je bil izbran kot številka 5 v prvi rundi s strani Minnesota Timberwolves in je podpisal triletno pogodbo vredno 5.6 milijonov dolarjev, je dobil klic s strani srednješolskega trenerja, ki mu je sporočil, da je pisal dovolj dobro da bi lahko dobil štipendijo.

## Profesionalna kariera

### Minessota Timberwolves(1995-2007)

#### Sezona 1995-1996
Prvo polovico sezone je prihajal iz klopi kot zamenjava za Christian Laettnerja in ko je kasneje Laettner izrazil nezadovoljstvo nad pozornostjo ki jo je organizacija posvečala Kevinu, je bil zamenjan in tako je Kevin drugo polovico sezone igral v začetni peterki. Kot član začetne peterke je imel povprečje 14 točk, 8.4 skokov, 2.26 blokadi in metom iz igre 53.3%.  V njegovi prvi sezoni je bil imenovan v drugo novinsko ekipo (NBA All-Rookie Second team) in je bil uvrščen na 15 mesto v NBA v blokadah na tekmo z vrednostjo 1.6. 

#### Sezona 1996-1997
Na draftu 1996 so Timberwolvsi pridobili igralca Stephona Marburyja, ki je bil Kevinov prijatelj v srednji šoli z namenom da bi skupaj bila jedro za bodočo ekipo Minnesote. S tem dodatkom se je ekipa konstantno izboljševala. Kevin je dosegal povprečno 17 točk, 8 skokov in 2.1 blokadi na tekmo. Bil je tudi prvič izbran v All-star selekcijo. Timberwolvsi so zmagali 40 tekem in se tako prvič v zgodovini ekipe uvrstili v končnico, ampak so bili v prvem krogu poraženi s strani Houston Rocketsov.
Ker je Kevinova pogodba potekla poleti 1998 je Minnesota želela izboriti dolgoročno pogodbo pred začetkom sezone 1997-98. Vendar je Kevin šokiral Minnesoto, ko je zavrnil šestletno pogodbo vredno 103.5 milijona dolarjev, kar bi ga naredilo drugega najbolje plačanega igralca v ligi za Michaelom Jordanom. Kasneje sta se strani strinjali s šestletno pogodbo za 126 milijonov. Zaradi takšnih visokih plač in tudi drugih stvari je prišlo do lockouta leta 1998, kjer so na novo podpisali kolektivno pogodbo in če bi Kevin počakal do konca sezone za podpis pogodbe bi bila pogodba omejena na nekaj čez 70 milijonov. 

#### Sezona 1997-1998
Timberwolvsi so se ponovno izboljšali v sezoni 1997-98, v kateri so zmagali 45 tekem. Marbury je tudi začel negodovati nad podpisom nove pogodbe za dalj časa, saj bi njegova pogodba bila vedno manj vredna kot Garnettova. V tej sezoni je Kevin podrl rekord franšize za skupne skoke v sezoni in je bil na 10 mestu v ligi z 9.6 skoki na tekmo. Bil je tudi eden izmed samo štirih igralcev ki so dosegli 100 ukradenih žog in 100 blokad. Ponovno je bil izvoljen v  All-star selekcijo. Ponovno so pa bili Timberwolvsi izločeni v prvem krogu končnice, tokrat s strani Seattle Supersonics ( trenutni Oklahoma City Thunder).

#### Sezona 1998-1999
V naslednji sezoni se je zgodila menjava in ekipa je poslala Marburyja, dobila pa Terrella Brandona. Kljub spremembam v ekipi pa se je Kevin razvijal. V tej sezoni je bil na 11 mestu v NBA v točkah z 20.8 točk na tekmo, na 9 mestu v skokih z 10.4 skoki na tekmo, na 13 mestu v blokadah z 1.77 blokad na tekmo in imel je tudi 4.3 podaje. Imenovan je bil v tretjo ekipo lige (All-NBA third team). Vendar je ekipa ponovno prišla v končnico na 8 mestu in bila izločena v prvem krogu s strani San Antonio Spursov. 

#### Sezona 1999-2000
V sezoni 1999/2000 je Kevin postal šele drugi igralec v zadnjih 15 letih ki je povprečno dosegal 20 točk, 10 skokov in 5 podaj. Imenovan je bil igralec tedna 3x, igralec meseca januarja in glasovan je bil v prvo ekipo lige  (All-NBA First Team) in v prvo obrambno ekipo (All-Defense First Team). Končal je tudi na drugem mestu na glasovanju za  najbolj koristnega igralca lige za Shaquillom O'Nealom. Ekipno so dosegli 50 zmag (in postavili rekord franšize) in ponovno bili izločeni v prvem krogu končnice, tokrat s strani [Portland Trail Blazers|Portlanda]]. 

#### Sezona 2000-2001
V naslednji sezoni je Kevin ponovil dosežek vsaj 20 točk, 10 skokov in 5 podaj in 9. novembra postal Minnesotin najboljši strelec vseh časov. Ekipa je bila tudi v tej sezoni kaznovana zaradi nepravilnega podpisovanja pogodb in tako nesposobna obkrožit Kevina z mladim talentom in globino na klopi. Še petič zaporedoma je ekipa bila izločena v prvem krogu končnice.

#### Sezona 2001-2002
Kevin je v sezoni 2001-2002 dosegal 21.2 točk, 12.1 skokov in 5.1 podaj na tekmo. Postal je šele peti igralec, ki mu je  uspelo doseči povprečje 20,10,5 tri sezone zapored. Glasovan je bil v drugo ekipo (All-NBA Second Team) in v prvo obrambno ekipo (All-Defense First Team). 25. januarja je postal ekipni najboljši podajalec vseh časov. Potem ko je bil izločen iz tekme 4. februarja se je končal njegov niz tekem z dvoštevilčnim točkovnim izkupičkom. Skupaj je bilo 338 tekem, kar je bil 8. najdaljši niz v NBA. Ekipa je ponovno zmagala 50 tekem in bila izločena v prvem krogu končnice, tokrat so jih porazili Mavericksi.

#### Sezona 2002-2003
V sezoni 2002-2003 je Kevin dominiral in dosegal 23 točk, 13.4 skokov, 6 podaj in 40 minut na tekmo ob metu iz igre 50.2%. Tako se je v zgodovino vpisal ob Larryja Birda, kot igralcu ki mu je uspelo 20,10,5 štiri sezone zapored in je bil prvi igralec po Larryju ki se mu je uspelo uvrstiti med najboljših 15 po točkah, skokih in podajah. Glasovan je bil v prvo ekipo (All-NBA First Team) in prvo obrambno ekipo (All-Defense First team). Končal je na drugem mestu v glasovanju za najkoristnejšega igralca  in obrambnega igralca leta (Defensive Player of the Year). Bil pa je glasovan za MVPja all-star tekme, potem ko je dosegel 37 točk, 9 skokov in 5 ukradenih žog. Garnett je ekipo povedel do rekordnih 51 zmag, a je ekipa klonila v prvem krogu končnice še sedmič zapored.

#### Sezona 2003-2004
V  sezoni 2003-2004 je ekipa pridobila igralca  Latrell Sprewella  in  Sam Cassella, da bi pomagala Kevinu pri napadu. Potezi sta obrodili sadova, saj so Timberwolvsi končno imeli uspešno leto. Ekipa je zmagala rekordnih 58 tekem in Kevin je bil glasovan za najkoristnejšega igralca lige.  Bil je tudi izbran v prvo ekipo  (All-NBA First Team) in prvo obrambno ekipo (All-Defense First Team). Vodil je tudi ligo z 13.9 skoki na tekmo in v skupnih točkah. S tem je postal prvi igralec v 29 letih, da je vodil NBA v obeh kategorijah. V prvem krogu končnice so se končno prebili in premagali Denver Nuggets z 4-1, v drugem krogu so premagali Sacramento Kings 4-3, ampak so zgubili proti Lakersom v zahodnem finalu 4-3.

#### Sezona 2004-2005
V sezoni 2004-2005 je Garnett postal edini igralec v zgodovini, ki mu je uspelo povprečje 20,10,5 6 zaporednih sezon, ko je dosegel 22.2 točk, 13.5 skokov in 5.7 podaj na tekmo. Izvoljen je bil v All-star selekcijo, v drugo ekipo lige (All-NBA second team), v prvo obrambno ekipo (All-Defensive first team). Kljub temu so Timberwolvsi stopili korak nazaj in imeli rekord 44-38 in se tako niso uvrstili v končnico. 

#### Sezona 2005-2006
Poleti 2005 sta iz ekipe odšla Sprewell in Cassell in Timberwolvsi so težko našli zamenjavi in tako Kevin v sezoni 2005-2006 ni dobil konsistente podpore. Zato Timberwolvsi niso nadaljevi lanskoletnega uspeha in dosegli le 33 zmag.  Kevin je v tej sezoni bil izbran v All-star selekcijo in v drugo obrambno ekipo lige (All-defensive second team).

#### Sezona 2006-2007
V sezoni 2006-2007 je ekipa še bolj nazadovala in dosegla le 32 zmag. Kevin je bil izvoljen v tretjo ekipo lige (All-NBA third team), drugo obrambno ekipo (All-Defensive second team) in ponovno v All-star selekcijo. 

### Menjava(2007)
Ko se je končala sezona so se Timberwolvsi soočili z dejstvom da bodo morali menjati 31-letni obraz franšize, če želijo postati boljši. Zahtevali so nemogoče in oglasili so se Boston Celticsi, ki so za Kevina Garnetta ponudili 7 igralcev. S Celticsi je podpisal še triletni podaljšek, tako je skupno pogodba bila sklenjena za 5 let. Menjava je združila Kevin Garnetta, Paul Piercea in Ray Allena, kateri so takoj dobili naziv »The big three«. Na tiskovni konferenci je Kevin rekel, da je to verjetno njegova najboljša možnost da dobi prstan.

### Boston Celtics(2007-)

#### Sezona 2007-2008
Celticsi so se z lahkoto prebili skozi sezono 2007-2008 in na koncu imeli rekord 66-16 (franšizin najboljši rekord vse od leta 85-86). Garnett je bil nagrajen z njegovim prvim naslovom obrambnega igralca leta (Defensive Player of the Year), ter bil izvoljen v prvo ekipo lige ( All-NBA first team) in prvo obrambno ekipo (All-Defensive first team). Izbran je bil še na njegovo 11 All-star tekmo, in sicer kot najbolj glasovan igralec lige, a zaradi bolezni ni zaigral. 8. marca je postal 32. igralec ki je dosegel 20,000 točk v karieri. V končnici so Celticsi najprej premagali Hawkse, nato Lebrona in Cavalierse in potem še Detroit Pistonse v finalu [[Vzhodna konferenca(NBA)|vzhodne konference]. V finalu NBA je bil obnovljen zgodovinski dvoboj Lakers vs. Celtics. Finale so zmagali v šestih tekmah.

#### Sezona 2008-2009
V sezoni 2008-2009 so nadaljevali kjer so ostali in Kevin je prvič v karieri moral braniti naslov prvaka. Bil je še 12. leto zapored izvoljen v All-star tekmo, ter v prvo obrambno ekipo (All-Defensive first team). V sezoni je  imel povprečje dvojnega dvojčka. Ampak sredi februarja si je poškodoval koleno in igral samo še v 4 tekmah to sezono, ter tako odigral le 57 tekem. Brez njega so Celticsi prišli v končnico a izgubili proti Orlando Magicu v drugem krogu.

#### Sezona 2009-2010
Garnett se je zdrav vrnil v sezono 2009-2010, kjer je pomagal Bostonu do dominantnega začetka, a so poškodbe kmalu terjale svoj davek in je moral Kevin odsedeti 13 tekem. Tako je Boston padel na 4 mesto vzhodne konference. Ko se je začela končnica je bil Kevin ponovno zdrav in Boston je doživel eksplozijo. Premagali so Heat v prvem krogu, Cavalierse v drugem, Magic v vzhodnem finalu in se ponovno pomerili z Lakersi v finalu lige. V finalu so brez Kendricka Perkinsa izgubili 4-3.  V sezoni je Kevin bil izbran v All-star selekcijo.

#### Sezona 2010-2011
V sezoni 2010-2011 je bil Kevin Garnett ponovno izvoljen v All-star ekipo, a prvič po letu 2006 ni bil izvoljen v prvo peterko. Izbran je bil tudi v prvo obrambno ekipo (All-Defensive first team). Celticsi so ponovno prišli v končnico, kjer so zmagali Knickse 4-0 in potem izgubili proti Miami Heatu.

### USA košarka
Pridružil se je državni ekipi leta 2000 in skupaj z Ray Allenom, Vince Carterjem, Jason Kiddom in drugimi osvojil zlato medaljo na olimpijskih igrah . Med tekmovanjem je Kevin dosegal 10.8 točk in 9.1 skokov na tekmo, ter s skoki vodil tekmovanje. Bil je tudi povabljen v ekipo leta 2004 a se ni priključil zaradi poroke s svojo punco. 

## Statistika
Povprečja rednih sezon
| Leto     | Ekipa    | Tekme | Začete tekme | Minute/tekmo | Met iz igre | Met za 3 točke | Prosti meti | Skoki v napadu | Skoki v obrambi | Skoki na tekmo | Podaje na tekmo | Ukradene žoge na tekmo | Blokade na tekmo | Izgubljene žoge na tekmo | Osebne napake na tekmo | Točke na tekmo |
| -------- | -------- | ----- | ------------ | ------------ | ----------- | -------------- | ----------- | -------------- | --------------- | -------------- | --------------- | ---------------------- | ---------------- | ------------------------ | ---------------------- | -------------- |
| 95-96    | MIN      | 80    | 43           | 28.7         | 0.491       | 0.286          | 0.705       | 2.2            | 4.1             | 6.3            | 1.8             | 1.1                    | 1.6              | 1.38                     | 2.36                   | 10.4           |
| 96-97    | MIN      | 77    | 77           | 38.9         | 0.499       | 0.286          | 0.754       | 2.5            | 5.6             | 8.0            | 3.1             | 1.4                    | 2.1              | 2.27                     | 2.58                   | 17.0           |
| 97-98    | MIN      | 82    | 82           | 39.3         | 0.491       | 0.188          | 0.738       | 2.7            | 6.9             | 9.6            | 4.2             | 1.7                    | 1.8              | 2.34                     | 2.73                   | 18.5           |
| 98-99    | MIN      | 47    | 47           | 37.9         | 0.460       | 0.286          | 0.704       | 3.5            | 6.9             | 10.4           | 4.3             | 1.7                    | 1.8              | 2.87                     | 3.23                   | 20.8           |
| 99-00    | MIN      | 81    | 81           | 40.0         | 0.497       | 0.370          | 0.765       | 2.8            | 9.0             | 11.8           | 5.0             | 1.5                    | 1.6              | 3.31                     | 2.53                   | 22.9           |
| 00-01    | MIN      | 81    | 81           | 39.5         | 0.477       | 0.288          | 0.764       | 2.7            | 8.7             | 11.4           | 5.0             | 1.4                    | 1.8              | 2.84                     | 2.52                   | 22.0           |
| 01-02    | MIN      | 81    | 81           | 39.2         | 0.470       | 0.319          | 0.801       | 3.0            | 9.1             | 12.1           | 5.2             | 1.2                    | 1.6              | 2.83                     | 2.27                   | 21.2           |
| 02-03    | MIN      | 82    | 82           | 40.5         | 0.502       | 0.282          | 0.751       | 3.0            | 10.5            | 13.5           | 6.0             | 1.4                    | 1.6              | 2.79                     | 2.43                   | 23.0           |
| 03-04    | MIN      | 82    | 82           | 39.4         | 0.499       | 0.256          | 0.791       | 3.0            | 10.9            | 13.9           | 5.0             | 1.5                    | 2.2              | 2.59                     | 2.46                   | 24.2           |
| 04-05    | MIN      | 82    | 82           | 38.1         | 0.502       | 0.240          | 0.811       | 3.0            | 10.5            | 13.5           | 5.7             | 1.5                    | 1.4              | 2.71                     | 2.52                   | 22.2           |
| 05-06    | MIN      | 76    | 76           | 38.9         | 0.526       | 0.267          | 0.810       | 2.8            | 9.9             | 12.7           | 4.1             | 1.4                    | 1.4              | 2.37                     | 2.71                   | 21.8           |
| 06-07    | MIN      | 76    | 76           | 39.4         | 0.476       | 0.214          | 0.835       | 2.4            | 10.4            | 12.8           | 4.1             | 1.2                    | 1.7              | 2.70                     | 2.42                   | 22.4           |
| 07-08    | BOS      | 71    | 71           | 32.8         | 0.539       | 0.000          | 0.801       | 1.9            | 7.3             | 9.2            | 3.4             | 1.4                    | 1.2              | 1.94                     | 2.30                   | 18.8           |
| 08-09    | BOS      | 57    | 57           | 31.1         | 0.531       | 0.250          | 0.841       | 1.4            | 7.1             | 8.5            | 2.5             | 1.1                    | 1.2              | 1.58                     | 2.25                   | 15.8           |
| 09-10    | BOS      | 69    | 69           | 29.9         | 0.521       | 0.200          | 0.837       | 1.1            | 6.2             | 7.3            | 2.7             | 1.0                    | 0.8              | 1.46                     | 2.46                   | 14.3           |
| 10-11    | BOS      | 71    | 71           | 31.3         | 0.528       | 0.200          | 0.862       | 1.2            | 7.7             | 8.9            | 2.4             | 1.3                    | 0.8              | 1.62                     | 2.08                   | 14.9           |
| 11-12    | BOS      | 12    | 12           | 31.2         | 0.461       | 0.000          | 0.833       | 1.5            | 6.0             | 7.5            | 2.6             | 0.4                    | 0.8              | 2.25                     | 2.25                   | 13.3           |
| Kariera  | Kariera  | 1207  | 1170         | 36.7         | 0.498       | 0.282          | 0.788       | 2.5            | 8.2             | 10.7           | 4.1             | 1.3                    | 1.5              | 2.37                     | 2.48                   | 19.5           |
| All-star | All-star | 12    | 10           | 21.4         | 0.515       | 0.000          | 0.875       | 2.0            | 4.7             | 6.7            | 3.1             | 1.3                    | 0.8              | 1.58                     | 0.83                   | 12.8           |

Povprečja v končnici
| Leto    | Ekipa   | Tekme | Začete tekme | Minute/tekmo | Met iz igre | Met za 3 točke | Prosti meti | Skoki v napadu | Skoki v obrambi | Skoki na tekmo | Podaje na tekmo | Ukradene žoge na tekmo | Blokade na tekmo | Izgubljene žoge na tekmo | Osebne napake na tekmo | Točke na tekmo |
| ------- | ------- | ----- | ------------ | ------------ | ----------- | -------------- | ----------- | -------------- | --------------- | -------------- | --------------- | ---------------------- | ---------------- | ------------------------ | ---------------------- | -------------- |
| 1997    | MIN     | 3     | 3            | 41.7         | 0.471       | 1.000          | 1.000       | 4.7            | 4.7             | 9.3            | 3.7             | 1.3                    | 1.0              | 1.33                     | 2.00                   | 17.3           |
| 1998    | MIN     | 5     | 5            | 38.8         | 0.480       | 0.000          | 0.778       | 3.4            | 6.2             | 9.6            | 4.0             | 0.8                    | 2.4              | 4.40                     | 3.40                   | 15.8           |
| 1999    | MIN     | 4     | 4            | 42.5         | 0.443       | 0.000          | 0.739       | 4.0            | 8.0             | 12.0           | 3.8             | 1.8                    | 2.0              | 3.25                     | 2.50                   | 21.8           |
| 2000    | MIN     | 4     | 4            | 42.8         | 0.385       | 0.667          | 0.813       | 3.3            | 7.5             | 10.8           | 8.8             | 1.2                    | 0.8              | 2.75                     | 3.00                   | 18.8           |
| 2001    | MIN     | 4     | 4            | 41.3         | 0.466       | 0.000          | 0.833       | 2.5            | 9.5             | 12.0           | 4.3             | 1.0                    | 1.5              | 1.50                     | 3.25                   | 21.0           |
| 2002    | MIN     | 3     | 3            | 43.3         | 0.429       | 0.500          | 0.719       | 5.3            | 13.3            | 18.7           | 5.0             | 1.7                    | 1.7              | 4.00                     | 3.67                   | 24.0           |
| 2003    | MIN     | 6     | 6            | 44.2         | 0.514       | 0.333          | 0.607       | 1.8            | 13.8            | 15.7           | 5.2             | 1.7                    | 1.7              | 3.00                     | 3.83                   | 27.0           |
| 2004    | MIN     | 18    | 18           | 43.5         | 0.452       | 0.313          | 0.776       | 2.2            | 12.4            | 14.6           | 5.1             | 1.3                    | 2.3              | 4.17                     | 3.17                   | 24.3           |
| 2008    | BOS     | 26    | 26           | 38.0         | 0.495       | 0.250          | 0.810       | 2.8            | 7.8             | 10.5           | 3.3             | 1.4                    | 1.1              | 2.12                     | 2.85                   | 20.4           |
| 2010    | BOS     | 23    | 23           | 33.3         | 0.495       | 0.000          | 0.839       | 1.4            | 6.0             | 7.4            | 2.5             | 1.1                    | 0.9              | 1.35                     | 3.22                   | 15.0           |
| 2011    | BOS     | 9     | 9            | 36.3         | 0.441       | 0.000          | 0.759       | 2.3            | 8.6             | 10.9           | 2.6             | 1.9                    | 1.0              | 2.11                     | 3.00                   | 14.9           |
| Kariera | Kariera | 105   | 105          | 38.9         | 0.472       | 0.298          | 0.782       | 2.5            | 8.7             | 11.1           | 3.8             | 1.3                    | 1.4              | 2.53                     | 3.09                   | 19.6           |

## Dosežki v karieri
Dosežki v NBA: 
- Svetovni prvak (2008 z Boston Celticsi)
- Najkoristnejši igralec lige (2004)
- Obrambni igralec leta (2008)
- Najkoristnejši igralec All-star tekme (2003)
- Izbran v Allstar selekcijo (1997-2011)

- Vsako leto od 1997 dalje (razen 1999, ko ni bilo All-star tekme)

- Izbran v prvo ekipo lige (2000,2003,2004,2008)
- Izbran v drugo ekipo lige(2001,2002,2005)
- Izbran v tretjo ekipo lige(1999,2007)
- Izbran v prvo obrambno ekipo lige (2000,2001,2002,2003,2004,2005,2008,2009,2011)
- Izbran v drugo obrambno ekipo lige(2006,2007)
- Izbran v drugo ekipo novincev(1996)

Dosežki za nacionalno moštvo: 
- zlata medalja na olimpijskih v Sydneju 2000
- zmaga na turnirju FIBA Americas 1999